# Michael Mücke
Michael Mücke (* 5. Juni 1953 in Rostock-Warnemünde) ist ein deutscher Volleyball-Trainer.

## Biografie
Mücke begann als Spieler 1968 bei seinem Heimatverein Motor Warnemünde. 1976 wurde er nach einer missglückten Flucht aus der DDR  zu einer anderthalbjährigen Haftstrafe verurteilt. Anschließend kam er 1978 nach Hamburg. Er spielte acht Jahre lang beim Hamburger SV und erwarb gleichzeitig seine Trainer-Lizenz. Ab 1990 betreute er den Hamburger SV beziehungsweise die Nachfolgemannschaften Hamburger LSV (ab Frühjahr 1991) und 1. VC Hamburg (ab November 1991) als Trainer, Anfang Dezember 1991 wurde er entlassen. 1992 wurde Mücke Trainer Damen-Zweitligaaufsteigers SC Langenhorn und trainierte ab Sommer 1993 den Männer-Zweitligisten Eimsbütteler TV. 1994 wechselte er zu Post Telekom Berlin. Zwei Jahre später ging er zum Dürener TV, der im Vorjahr in die Bundesliga aufgestiegen war. Mit Mücke gelang dem Verein dreimal in Folge der Klassenerhalt. Der Dürener Fanclub gab sich in Anspielung auf den Nachnamen des Trainers den Namen „Moskitos“. 1999 wechselte Mücke zum Lokalrivalen SV Bayer Wuppertal, den er in der Spitzengruppe der Bundesliga etablierte. 2003 endete sein Vertrag trotz der zweiten Vizemeisterschaft. Im Januar 2004 übernahm Mücke den derzeit erfolglosen Aufsteiger VC Markranstädt. Als der Verein 2006 mit dem Nachbarn aus Leipzig fusionierte, wurde er Trainer des neuen VC Leipzig. 2008 erhielt er eine neue Aufgabe beim Aufsteiger TSV Giesen/Hildesheim, die jedoch bereits nach einer Saison endete, weil der Klassenerhalt misslang. Im Februar 2010 wurde Mücke Trainer beim VC Bad Dürrenberg/Spergau, weil sein Vorgänger erkrankte. In der folgenden Saison spielte das Team in der Abstiegsrunde der Bundesliga. 2012 kehrte Mücke nach Düren zurück und übernahm zum zweiten Mal evivo Düren (heute SWD Powervolleys Düren). In der Saison 2012/13 unterlag seine Mannschaft als Tabellensechster der Bundesliga-Hauptrunde im Playoff-Viertelfinale und kam ins Halbfinale des DVV-Pokals. Ein Jahr später steigerte sich Düren mit Mücke auf den fünften Tabellenplatz der Bundesliga. In der Bundesliga-Saison 2014/15 stehen die SWD Powervolleys mit Mücke als Tabellendritter im Playoff-Halbfinale; im DVV-Pokal unterlagen sie im Halbfinale. Ende März 2015 verkündete der Verein, dass der auslaufende Vertrag mit Mücke nicht verlängert wird.